# Burning from the Inside
Burning from the Inside je čtvrté studiové album anglické skupiny Bauhaus. Vydáno bylo v červenci roku 1983 společností Beggars Banquet Records a jeho producenty byli členové skupiny Bauhaus. Frontman kapely Peter Murphy byl při nahrávání nemocný a ne vždy se jej účastnil. V některých písních tak zpívají i jiní členové. Kapela se během následného propagačního turné rozpadla. Hlavní singl z alba „She's in Parties“ se umístil na 26. příčce britské hitparády.

## Seznam skladeb
1. She's in Parties – 5:46
2. Antonin Artaud – 4:09
3. Wasp – 0:20
4. King Volcano – 3:29
5. Who Killed Mr. Moonlight? – 4:54
6. Slice of Life – 3:43
7. Honeymoon Croon – 2:52
8. Kingdom's Coming – 2:25
9. Burning from the Inside – 9:21
10. Hope – 3:17

## Obsazení
- Peter Murphy – zpěv, kytara
- Daniel Ash – kytara, zpěv
- David J – baskytara, zpěv
- Kevin Haskins – bicí